# Nicolaus Henricus Evers

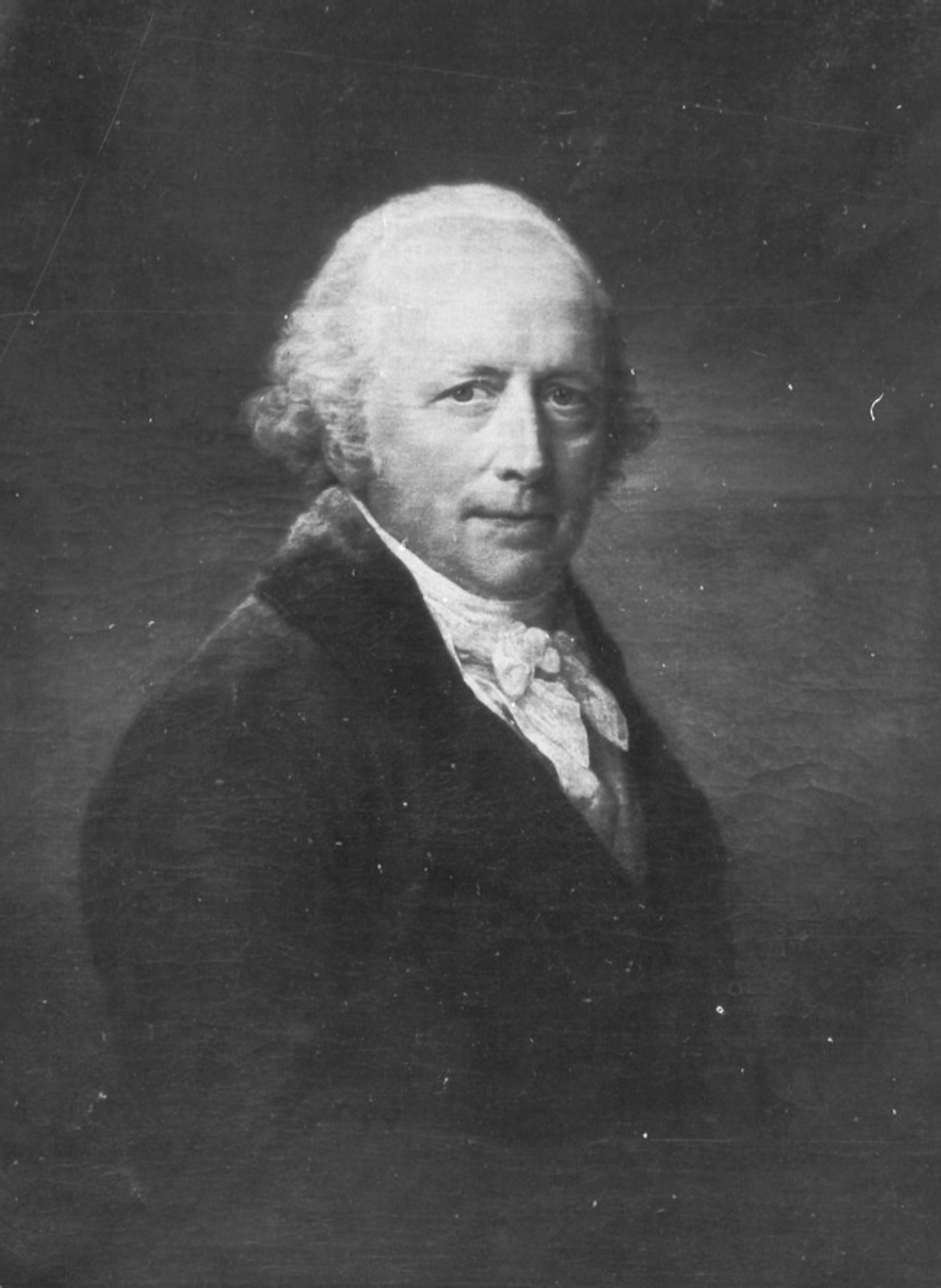
Nicolaus Henricus Evers, porträtiert von Friedrich Carl Gröger

Nicolaus Henricus Evers (* 15. August 1736 in Lübeck; † 26. Dezember 1816 ebenda) war ein deutscher Jurist und Ratssekretär der Hansestadt Lübeck.

## Leben
Evers war Sohn des Ältermannes der Lübecker Schonenfahrer Christian David Evers und seine Mutter war eine Tochter des Lübecker Bürgermeisters Jakob Hübens; der Lübecker Ratssekretär und Syndicus Christian David Evers war sein älterer Bruder. 
Nicolaus Henricus Evers studierte, wie auch schon sein Bruder zuvor, Rechtswissenschaften an der Universität Jena und schloss 1760 mit dem Lizentiaten der Rechte ab. 1764 wurde er Protokollführer des Kollegiums der Schonenfahrer in Lübeck. Als sein älterer Bruder Protonotar wurde, erhielt Nicolaus Henricus Evers 1765 die Stelle eines dritten Ratssekretärs in Lübeck, die des Registrators. 1769 wurde er Zweiter Sekretär des Rates und 1790 Protonotar. Evers erlangte 1802 den erblichen Reichsadel und nannte sich fortan „von Evers“. 1805 erwarb er die heute als Schloss Rantzau bekannte Domkurie an der Parade in Lübeck.
Der spätere Lübecker Bürgermeister Christian Nicolaus von Evers war sein Sohn und wurde mit Erhebung in den Reichsadelsstand 1802 eines der letzten Mitglieder der patrizischen Zirkelgesellschaft vor deren Ende.